# Бојан Васковић
Бојан Васковић (Сарајево, 28. јул 1983) српски је поп певач, најпознатији као фронтмен и певач групе Lexington Band.

## Дискографија
Lexington Band
- Како је, тако је (2010)
- Ма сретно 2012 (2012)
- Балканска правила (2014)
- Ноћ под звијездама (2017)